# 小行星6898
小行星6898（英語：6898 Saint-Marys）是一颗围绕太阳公转的小行星。1988年6月8日，卡罗琳·舒梅克在帕洛马山发现了此天体。
这颗小行星的绝对星等为135.9420715552869等。